# Harry Stradling (operatőr, 1925–2017)
Harry Stradling Jr. (New York, 1925. január 7. – Los Angeles, Kalifornia, 2017. október 17.) amerikai operatőr. Apja Harry Stardling Sr. Oscar-díjas operatőr.

## Filmjei

### Mozifilmek
- Synanon (1965)
- Isten hozta a nehéz időkben (Welcome to Hard Times) (1967)
- With Six You Get Eggroll (1968)
- Támogasd a seriffed! (Support Your Local Sheriff!) (1969)
- The Mad Room (1969)
- Az ifjú Billy Young (Young Billy Young) (1969)
- Jó fiúk, rossz fiúk (The Good Guys and the Bad Guys) (1969)
- Volt egyszer egy gazember (There Was a Crooked Man...) (1970)
- Dirty Dingus Magee (1970)
- Kis nagy ember (Little Big Man) (1970)
- Hurrá, van bérgyilkosunk! (Support Your Local Gunfighter) (1971)
- Fools' Parade (1971)
- The Late Liz (1971)
- Something Big (1971)
- Eltérítve (Skyjacked) (1972)
- Thumb Tripping (1972)
- 1776 (1972)
- A férfi, aki szerette a táncoló macskát (The Man Who Loved Cat Dancing) (1973)
- Ilyenek voltunk (The Way We Were) (1973)
- Detektív két tűz között (McQ) (1974)
- Nightmare Honeymoon (1974)
- Bankrablás (Bank Shot) (1974)
- Lóverseny winchesterre és musztángokra (Bite the Bullet) (1975)
- Mitchell (1975)
- Cogburn, a békebíró (Rooster Cogburn) (1975)
- A Midway-i csata (Midway) (1976)
- A nagy busz (The Big Bus) (1976)
- Special Delivery (1976)
- A legnagyobb ököl (The Greatest) (1977)
- Damnation Alley (1977)
- Konvoj (Convoy) (1978)
- Vidd hírül a Spártaiaknak! (Go Tell the Spartans) (1978)
- Born Again (1978)
- Jövendölés (Prophecy) (1979)
- Carny (1980)
- Up the Academy (1980)
- S.O.B. (1981)
- D. B. Cooper üldözése (The Pursuit of D.B. Cooper) (1981)
- Haver haver (Buddy Buddy) (1981)
- O'Hara felesége (O'Hara's Wife) (1982)
- Micki és Maude, avagy családból is megárt a sok (Micki + Maude) (1984)
- Szép kis kalamajka (A Fine Mess) (1986)
- Nem látni és megszeretni (Blind Date) (1987)
- Golfőrültek 2. (Caddyshack II) (1988)

### Tv-filmek
- George Washington (1984)

### Tv-sorozatok
- Gunsmoke (1964–1967, 86 epizód)
- Cimarron Strip (1967–1968, 21 epizód)